# هارون ويلسون
هارون ويلسون هو لاعب اللاكروس كندي، ولد في 20 أكتوبر 1980 في كيتشنر في كندا.